# Патрис О'Нийл
Патрис Лумумба Малкълм О'Нийл (на английски: Patrice Lumumba Malcolm O'Neal) е американски стендъп комедиант, актьор и сценарист.
Майка му го кръщава на Патрис Лумумба, който е първият министър-председател на Република Конго, и на афроамериканския активист за човешките права Малкълм Екс. Започва комедийната си кариера през 1992 г. В края на 2000 г. става сценарист за Световната федерация по кеч. Умира на 29 ноември 2011 г. на 41 години от инсулт, причинен от захарен диабет тип 2.

## Частична филмография
- „25-ият час“ (2002) – Кари
- „Да, мило“ (2003) – шофьор на влекач
- „Ед“ (2003) – Андре Стангъл
- „Развитие в застой“ (2003) – Ти-Боун
- „Офисът“ (2005 – 2007) – Лони Морското чудовище
- „Страшен филм 4“ (2006) – Рашид